# مرحبا بكم في جحيم الزفاف
مرحبًا بكم في جحيم الزفاف (بالكورية: 결혼백서)؛ هو مسلسل كوري جنوبي، من بطولة لي جين ووك ولي ايون هي. هو مسلسل أصلي لي كاكاو تي في. قصة رومانسية تصور عملية التحضير للزواج بين ثنائي في الثلاثينيات من العمر. الحلقة الأولى من المقرر إصدارها يوم 23 مايو 2022 على قناة كاكاو تي في ومن ثما إصدار حلقة جديدة كل يوم الإثنين والثلاثاء والأربعاء الساعة 19:00 بتوقيت (KST). سيكون متاحًا أيضًا للبث في مناطق محددة على شبكة نتفليكس.

## القصة
ثنائي في الثلاثينيات من العمر يستعدان ليوم زفافهما. يتحطم حلمهم الكبير بسبب بعض المشكلات.

## طاقم

### رئيسي
- لي جين ووك بدور سيو جون هيونغ.[5]
- لي ايون هي في دور كيم نا يون.[6]

### أدوار داعم

#### والدا جون هيونغ
- كيل يونغ وو في دور سيو جيونغ سوو، والد جو هيونغ، وهو مدير تنفيذي لي شركة كبيرة.[7]
- يون يو سون بدور بارك مي سوك، والدة جون هيونغ[8]

#### والدا نايون
- ايم ها ريونغ بدوركيم سو تشان، والد نا ايون، يدير شركة وساطة عقارية مع زوجته.
- كيم مي كيونغ في دور لي دال يونغ، والدة نا ايون، تدير شركة وساطة عقارية مع زوجها.[9]

#### زملاء العمل وأصدقاء الثنائي
- هوانج سيونج إيون في دور تشوي هي-سون، أحد الكبار في شركة نا ايون مع ذكاء وخفة دم.[10]
- سونغ جين وو بدور جانغ مين-وو، أفضل صديق لـ جون هيونغ.[11]
- كيم جو يون في دور لي سو يون، زميلة عمل في نا ايون.[12]

## الإنتاج
في ديسمبر 2021، تم التأكيد على أن لي جين ووك سيلعب دور البطولة لقناة KakaoTV الأصلي. في 21 أبريل، تم إصدار صور من القراءة للسيناريو مع حضور أعضاء فريق التمثيل والمخرجين الرئيسيين سونغ جي يونغ وسيو جو وان.

## روابط خارجية
- الموقع الرسمي
- مرحبًا بكم في جحيم الزفاف على موقع IMDb (الإنجليزية)
- مرحبًا بكم في جحيم الزفاف على موقع نتفليكس (الإنجليزية)
- مرحبًا بكم في جحيم الزفاف على موقع فيلمافينيتي (الإسبانية)
- مرحبًا بكم في جحيم الزفاف على موقع كينوبويسك (الروسية)
- مرحبًا بكم في جحيم الزفاف على موقع قاعدة بيانات الفيلم (الإنجليزية)
- مرحبا بكم في جحيم الزفاف على هانسينما